# 未来の始めかた
『未来の始めかた』（みらいのはじめかた）は、日本のバンド・SUPER BEAVERの2枚目のフルアルバム。2012年7月11日にI×L×P× RECORDSから発売された。

## 概要
前作『SUPER BEAVER』から1年9ヶ月ぶり、フルアルバムとしては『幸福軌道』から約2年8ヶ月ぶりとなるアルバム。
自主レーベル「I×L×P× RECORDS」からリリースされた初の全国流通盤。

## 収録曲
| 全編曲: SUPER BEAVER。 |                        |            |       |
| #                      | タイトル               | 作詞・作曲 | 時間  |
| 1.                     | 「星になりゆく人」     | 柳沢亮太   | 4:21  |
| 2.                     | 「ゼロ距離」           | 柳沢亮太   | 4:52  |
| 3.                     | 「歓びの明日に」       | 柳沢亮太   | 5:17  |
| 4.                     | 「ルール」             | 柳沢亮太   | 5:03  |
| 5.                     | 「your song」          | 柳沢亮太   | 5:39  |
| 6.                     | 「幻想」               | 柳沢亮太   | 5:09  |
| 7.                     | 「そして繋がる」       | 柳沢亮太   | 4:45  |
| 8.                     | 「その日を待つように」 | 渋谷龍太   | 5:15  |
| 9.                     | 「始まる、未来」       | 柳沢亮太   | 4:30  |
| 合計時間:              | 合計時間:              | 合計時間:  | 44:51 |